# Mijan Deh
Mijan Deh (perski: ميانده) – miejscowość w południowym Iranie, w ostanie Fars. W 2006 roku miejscowość liczyła 5524 osoby w 1268 rodzinach.